# Quercus schochiana
Quercus schochiana là một loài thực vật có hoa trong họ Cử. Loài này được Dieck miêu tả khoa học đầu tiên năm 1892.